# Felicísimo Coria
Felicísimo Coria   (Ampudia, 10 de gener de 1948), és un dibuixant de còmic. Còria era cunyat del dibuixant realista belga William Vance (1935–2018), va conèixer la professió al seu costat als anys setanta i el va ajudar en diverses sèries. El 1979, Coria es va convertir en el dibuixant oficial de Bob Morane, que dibuixa amb guions de Henri Vernes totes les aventures publicades fins al 2012.
Segons l'enciclopedista Patrick Gaumer, Coria compensa "un traç que de vegades fred " mitjançant una certa "eficiència" il·lustrativa.

## Biografia
L'any 1958, quant Felicísimo Coria tenia deu anys, la seva família s'instal·la a Bilbao, al País Basc. Còria, des de sempre, llegeix molt i adora els còmics.
Mentre estava de vacances a Espanya, el dibuixant belga William Vance coneix a Petra, la germana de Felicísimo, que es convertirà en la seva esposa. Més tard, Coria es va unir a la parella a Brussel·les.
De William Vance. A poc a poc, Coria va aprenent els fonaments de la professió de dibuixant de còmic. Primer va treballar com a ajudant en els decorats de les històries de   Ringo , de  Bruno Brasil  i de   Bob Morane . Al mateix temps, Coria fa classes de dibuix per correspondència.
El 1976, Coria va dirigir per la revista de còmic  Tintín  La Nuit de Bikbachis , la seva primera història completa, a partir d'un guió de Yves Duval.
Henri Vernes i William Vance van demanar a Coria l'any 1979, que es fes càrrec de la sèrie Bob Morane  que Vance ja no ténia temps de dibuixar. Així va aparèixer a l'agost de 1980, "Operació Llop", la primera aventura de Bob Morane dibuixada per Coria.
A més dels còmics, Coria és un apassionat de la fotografia i la pintura.